# Literatură
Literatura (sau beletristica) este arta compozițiilor scrise. O traducere literală a termenului indică sensul de "cunoaștere cu ajutorul literelor" (de la latinescul littera, literă), iar studiul la nivel universitar al literaturii este cunoscut ca Litere.

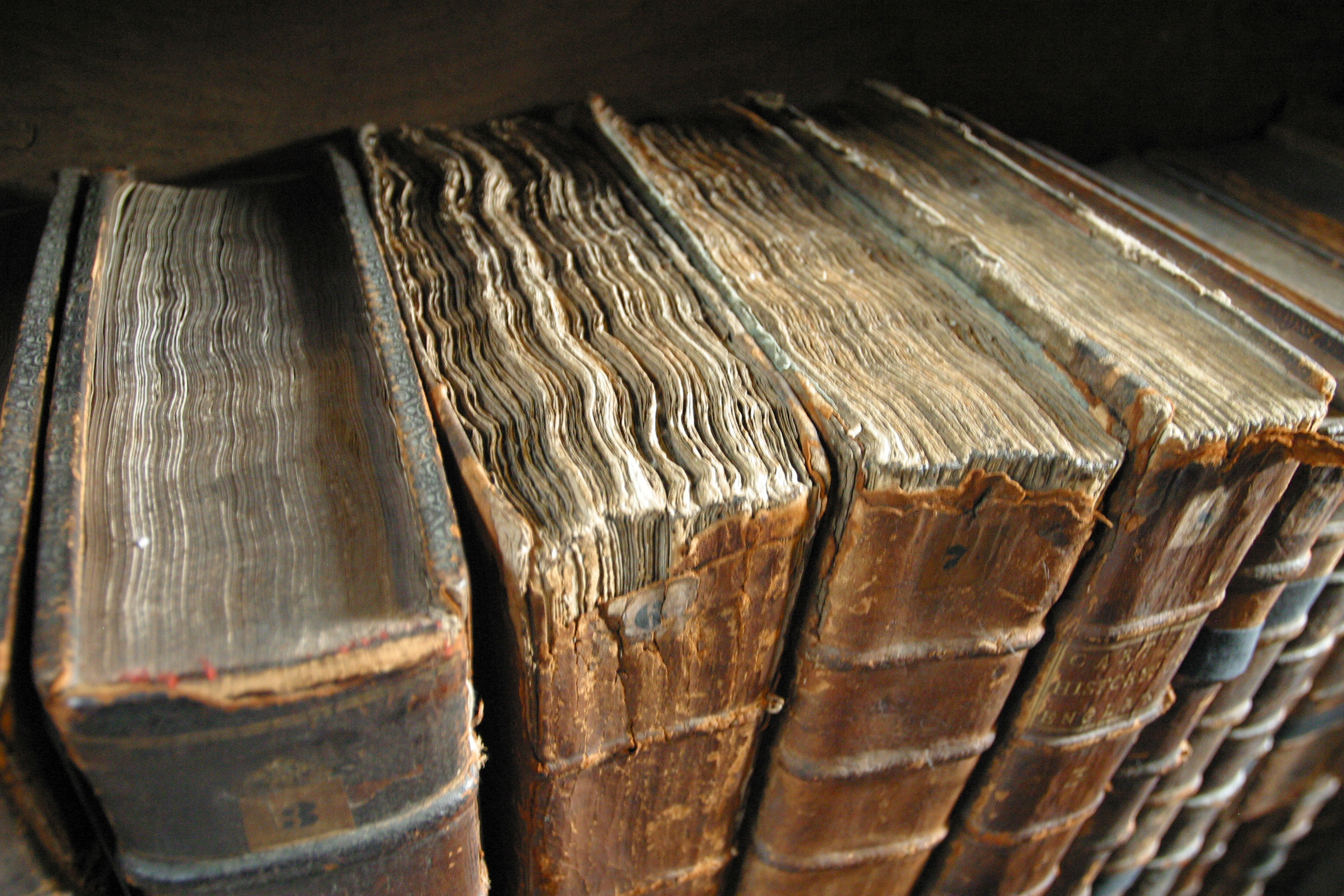
Cărți vechi legate la biblioteca de la universitatea Merton College

Termenul "literatură" are diverse sensuri, în funcție de uzul acestuia. În linii mari, poate desemna orice înregistrare simbolică, cuprinzând totul de la imagini și sculpturi la scrisori. Un înțeles mai concentrat ar fi doar textul compus din litere sau simboluri precum hieroglifele egiptene. Un sens chiar mai condensat este acela a unui text cu formă fizică, precum hârtia sau altă formă portabilă, excluzând inscripțiile sau mijloacele de comunicare digitale. Savantul și filosoful musulman Imam Ja'far al-Sadiq (702-765 d.Hr) definește "literatura" astfel: "Literatura este veșmântul pe care cineva îmbracă ceea ce scrie sau spune astfel încât să pară mult mai atractivă", adăugând că literatura este o bucată din viață, căreia i-a fost dată o direcție și înțeles, o interpretare estetică a lumii în funcție de observatorul acesteia. Frecvent, textele fac literatura să traverseze aceste granițe. Formalistul rus Roman Jakobson definește literatura ca fiind "violență organizată pentru un discurs banal", evidențiind îndepărtarea literaturii de vorbirea de zi cu zi. Poveștile ilustrate, textele mari, picturile rupestre și implicit monumentele, toate în același timp sau pe rând au lărgit granițele "literaturii".
Mihai Floarea, profesor român, definește astfel: "artă al cărei mijloc este cuvântul scris. În sens curent, reprezintă totalitatea operelor scrise într-o limbă (sau în toate limbile) cu valoare estetică. În sens restrâns, mai ales în formularea „literatură de specialitate”, reprezintă totalitatea lucrărilor publicate într-un domeniu, bibliografia necesară aprofundării unei probleme".
Oamenii pot percepe o diferență între "literatură" și câteva forme cunoscute de proiecte scrise. Termenii "ficțiune literară" și "merit literar" au ajutat mereu la diferențierea celor două proiecte individuale. De exemplu, aproape toți literații percep lucrările lui Charles Dickens ca fiind "literatură", iar unii critici sunt de părere că lucrările lui Jeffrey Archer sunt nedemne de apartenența la "literatura engleză". Criticii pot exclude lucrări din "literatură", pe motive de nivel slab sintactico-gramatical, povestii necursivă, necredibilă sau fără sens, sau personaje nepotrivite sau neconvingătoare. Odată cu apariția unor forme de modernism mai mult sau mai puțin radical, unii autori au scris în mod intenționat lucrări (uneori total împotriva ideii de "literatură") care să contravină standardelor impuse de critici.

## Genuri literare
În mod uzual și oarecum superficial, beletristica se împarte în trei genuri diferite:
- Poezie, reprezentând genul liric;
- Proză, reprezentând genul epic;
- Teatru, reprezentând genul dramatic.

Există și unele specii literare, precum poemele în proză, care prezintă elemente din două sau chiar toate cele trei genuri menționate mai sus. În secolul XX, poezia și proza au fost definite adeseori ca niște "stări". Uneori, aceste etichete au fost aplicate unor creații compuse doar din desene (de ex., poemele "hipergrafologice" ale lui Isidore Isou), sunete (de ex., poemele "tonale" ale lui Marcel Duchamp) sau pagini albe, sfidând chiar definiția literaturii.
Același profesor Mihai Floarea menționează că "după clasificarea obișnuită în studiul literaturii, sînt trei: epic, liric și dramatic. În literatura română, această clasificare se face după criteriul raportului dintre subiectul creator și realitatea vizată. Fiecărui gen literar îi corespund numeroase specii literare. Evoluția genurilor literare s-a făcut în funcție de curentele literare. Platon, de exemplu, făcea distincția între operele care imitau integral realitatea înconjurătoare (mimesis), operele care își propuneau expunerea directă a unui conținut poetic (idei, sentimente) și cele care amestecau elementele primelor două categorii. În Evul Mediu s-a ajuns la împărțirea literaturii în: „humilis” (genul simplu, păstoresc), „mediocris” (genul evocând agricultorii) și „gravis” (genul sublim, având în centru eroii) etc. Clasicismul a impus separarea netă a celor trei genuri literare, în timp ce romantismul a optat pentru amestec. Tendințele actuale direcționează cercetările în sensul descoperirii unei puzderii de tipuri de creație, fiecare diferențiindu-se / asemănîndu-se între ele, în funcție de atitudinea specifică eului creator (aceasta constă într-un joc puternic marcat subiectiv între autoreflectare și distanțare)". 

### Liste
- Lista scriitorilor din literatura universală
- Lista scriitorilor români
- Lista autorilor străini care au scris studii despre literatura română